# Dactylopisthes digiticeps
Dactylopisthes digiticeps là một loài nhện trong họ Linyphiidae.
Loài này thuộc chi Dactylopisthes. Dactylopisthes digiticeps được Eugène Simon miêu tả năm 1881.